# إنجريد بولتنج
إنجريد بولتنج (بالإنجليزية: Ingrid Boulting)‏ هي عارضة وممثلة جنوب أفريقية، ولدت في 1947 في جنوب أفريقيا.

## وصلات خارجية
- إنجريد بولتنج على موقع IMDb (الإنجليزية)
- إنجريد بولتنج على موقع قاعدة بيانات الفيلم (الإنجليزية)